# Planotortrix
Planotortrix es un género de polillas de la familia Tortricidae.

## Especies
- Planotortrix excessana (Walker, 1863)
- Planotortrix flammea (Salmon, 1956)
- Planotortrix notophaea (Turner, 1926)
- Planotortrix octo Dugdale, 1990
- Planotortrix octoides Dugdale, 1990
- Planotortrix puffini Dugdale, 1990